# Gérard de Toul
Pour les articles homonymes, voir Toul (homonymie).
Gérard de Toul est le 33e évêque de Toul titulaire de 963 à 994. Le saint lorrain canonisé en 1051 est mort au palais épiscopal de Toul le 23 avril 994. Il était fêté le jour du 23 avril dans le diocèse de Toul et le 24 avril dans le diocèse de Nancy et le diocèse de Saint-Dié ainsi que le 21 octobre, jour anniversaire de la translation de ses reliques en 1051. Au « très saint évêque Gérard », comme le plus célèbre et populaire des pontifes toulois[réf. souhaitée], ont été attribués plusieurs documents faux.

## Un successeur à l'épiscopat de Toul
Gauzelin, ancien notaire de la chancellerie royale au temps de Charles le Simple, est évêque de Toul dès 922. Il porte mitre et crosse pendant quarante ans. Ce réformateur de l'abbaye de Saint-Èvre et fondateur de l'abbaye Saint-Mansuy et l'abbaye de moniales à Bouxières-aux-Dames, garant de la pérennité de ce vaste diocèse en partie menacé, disparaît le 7 septembre 962. La cité touloise ne parvient pas à proposer un successeur digne d'être présenté au roi de Germanie, elle craint de froisser le pouvoir. Ses chanoines demandent l'intercession du jeune frère du roi de Germanie Othon Ier alors en Italie, Brunon, archevêque de Cologne et duc de Lotharingie. L'archevêque de Cologne qui est le premier personnage public de Lotharingie est aussi à la tête de la régence provisoire du Nord de l'imperium saxon.
Le doyen du chapitre cathédral de Saint-Pierre de Cologne lui propose un jeune chanoine, cellérier de son chapitre. Gérard consulté par son supérieur refuse. Brunon insiste pour qu'il accepte la succession de Gauzelin. Il est fort possible que Brunon ait accepté de garantir le montage financier de l'élection que la famille de Gérard pourrait hésiter à couvrir. Remarquons que l'initiative de nomination de Brunon ne concerne que Toul. L'épiscopat de Metz, vacant peu après et pendant trois années, n'est attribué qu'après le retour du souverain Othon à Thierry Ier, cousin de la lignée impériale. Toul est une cité périphérique, d'une importance mitigée. Il lui faut trouver un bon organisateur fidèle à la famille impériale saxonne.

## Le choix deGerardus
Gérard, en réalité Gerard(h)us en latin d'église et Gerhard(t) en langue tudesque de ses ancêtres, naît à Cologne en l'an 935. D'après ses hagiographies, ses parents de grande noblesse, eux-mêmes exemplaires, Ingramne et Emma, veillent à donner à l'enfant une solide éducation savante et chrétienne. Élève du Chapitre auprès de la cathédrale, il se sent rapidement appelé à la vie sacerdotale. Une fois devenu prêtre, cet homme remarquable par son humilité aurait poursuivi ses études et prêché dans les paroisses de la ville, tout en accomplissant les tâches de cellérier du chapitre.
Dans cette approche descriptive qui gomme l'âge, Gérard ne peut que devenir un candidat idéal à 28 ans. Il est inconnu lorsque le chapitre de Toul envoie une délégation à l'archevêque de Cologne afin de donner un successeur à feu Gauzelin, leur évêque. Le conseil de Brunon à Cologne ne peut que valider ce choix, à l'unanimité. La surprise du pieux Gérard et son premier refus par humilité, avant son acceptation contrainte, semblent logiques.
Un pan de la vie religieuse et politique est irrémédiablement effacé dans ce récit. L'historien n'a aucune preuve que le chanoine Gerardus soit déjà prêtre. Mais il devra être dûment ordonné avant de recevoir la crosse épiscopale. Pour la commodité du prêche et des visites pastorales, il devra apprendre les différentes langues romanes de son diocèse.
Le médiéviste peut concevoir que le candidat soit d'une famille à la fois honorable, recommandée par ses services à la maison saxonne et suffisamment fortunée pour assumer les frais de l'élection. Il peut douter à bon droit de l'effacement de concurrence de grandes familles touloises ou lotharingiennes. L'hostilité radicale de quelques familles comtales est connue pendant l'épiscopat de Gérard. L'investissement de la charge, à la fois financier et humain, réclame une bonne disposition à long terme de la famille de Gérard et de nombreux appuis. Ancelin ou Azelin, frère de Gérard, est comte de Toul après la mort du comte Wido. Les archives mentionnent : Azelinus, comites tullensis, fratris Domini Pontifucis. La gestion et la défense temporelle de l'évêché représentent une partie capitale pour assurer la permanence de l'évêché dans un monde en rivalité.
Gérard est sacré le 29 mars 963 par l'archevêque métropolite à Trèves. Il devient ainsi le 33e évêque de Toul.

## Vie et œuvre d'un évêque othonien
Sur de grands plans, Gérard s'affirme en continuateur de Gauzelin. Des éléments hagiographiques lui font porter un regard sceptique sur les actes de son prédécesseur. Mais il finit par se convaincre d'une bienheureuse élection post mortem de Gauzelin auprès de saint Apollinaire. La tradition orale rapporte que Gauzelin, généreux prélat et bon vivant, était assez dépensier, souvent hâbleur et habile à la louange sur ses succès de gestion épiscopale. Loin de sa bonne parole, il aurait laissé l'évêché dans un triste état financier et pratiquement dépourvu de ressort diplomatique et politique. Beaucoup de ses fondations sont d'ailleurs incomplètes. Gérard s'efforce de clore avec difficulté ses entreprises. Lucide, il tente en vain de redresser le prestige et le poids politique de l'évêché dont les pouvoirs temporels sur le diocèse se sont émiettés depuis trois siècles.

### Fidélité à la famille régnante
Les diplômes attestent que Gérard a multiplié les visites de révérence au souverain. En 965, il est présent à la diète de Cologne et obtient le 2 juin d'Othon la confirmation des biens des abbayes de Saint-Èvre, Saint-Mansuy et des Dames de Bouxières. En 975, il obtient d'Othon II, après son couronnement, la restitution à son église du petit chapitre de Saint-Dié. Peu après la mort du souverain, le 7 décembre 983, il se recueille sur son tombeau et affirme son soutien au conseil de régence et à la chancellerie impériale. Il en obtient confirmation de la précédente donation contestée par des rivaux. Le voyage à Rome en 983 et surtout le retour début 984 a été long et pénible. Vieillissant et ne se déplaçant plus guère en dehors de son diocèse, il maintient par une abondante correspondance auprès du clergé la légitimité d'Othon III, enfant retenu captif par le duc de Bavière.
Nous n'avons qu'une faible connaissance des services divers qu'il rend au pouvoir saxon. Sa fidélité à la dynastie régnante semble sans faille. Il exécute le programme religieux de l'archevêque de Cologne Brunon qui exige un rapprochement, voire une uniformisation des cultes lotharingiens, induisant la faveur de quelques puissants centres rhénans ou mosellans, Cologne, Mayence ou Trèves. Gérard récompense en pieuses informations ou en saintes reliques glanées çà et là les sanctuaires de sa région natale de Cologne, également chère à Brunon. Il expédie par exemple la quasi-totalité des reliques de saint Élophe à Cologne. L'évêque de Toul aurait fait trois parts des restes de saint Élophe à Solimariaca, chaque tiers à l'usage respectif de Toul, Cologne et du lieu-sanctuaire. Mais la translation du 16 octobre demeure un véritable larcin selon la tradition locale.

### Une lutte temporelle incessante
Sous couvert de fraternité ou d'amitié déclarée, les relations avec les ducs de Haute-Lotharingie et les autres prélats, à commencer par Thierry Ier, évêque de Metz, sont délicates et dangereuses.
Les premiers cherchent à constituer avec une férocité aiguillonnée par leurs échecs répétés, une principauté sous leur allégeance exclusive. Le duc Frédéric Ier, duc de la Haute Lotharingie dès 959, se montre d'abord menaçant. Puis il cherche à se rapprocher de Gérard en position délicate et en quête de paix. En octobre 968, Gérard obtient restitution à son chapitre des territoires de l'ancienne abbaye Saint-Martin à Saint-Martin-sur-Meuse.
Frédéric projette d'ériger un château sur le promontoire de la ville de Bar afin de contrôler la vallée de l'Ornain. Or les terres convoitées appartiennent à l'église de Toul. Les deux protagonistes soldent provisoirement leurs nombreux conflits en s'accordant sur un transfert de biens. Gérard prend des domaines du duc, qu'il redonne en précaire au duc avec la ville et le promontoire. Mais, en 973, les abus de la maison d'Ardennes sont telles que Gérard fait confirmer avant d'agir les biens et privilèges de son église par le nouveau roi Othon II.
À la mort de Frédéric en 978, la régence de son épouse Béatrix ouvre une période forcée de bonnes relations jusqu'en 984. Leurs possessions appartenant à l'église de Toul ont un statut viager. Leur fils Thierry Ier montre l'ambition princière de la maison d'Ardennes. Afin de calmer ses ardeurs, Gérard l'aide à obtenir l'avouerie pleine et entière des abbayes épiscopales de Moyenmoutier et de Saint-Dié. Notons que ces abbayes vosgiennes ont perdu leur statut royal vers 970. Mais l'évêque et la maison d'Ardennes, ici alliée, éprouvent une résistance à prendre part au dépeçage de leurs nombreux biens en Chaumontois et Alsace, et n'obtiennent en pratique que des droits restreints de leurs anciens officiers royaux et autres administrateurs rassemblés en une coalition à la fois messine et alsacienne. Les litiges se multiplient. Mais au terme des procès, le pacte ratifié par la régence d'Othon III en 984 indiquent que les deux abbayes doivent revenir de droit à l'évêché toulois. Les cloîtres saint Hydulphe et saint Dié deviennent en droit des bénéfices au profit du patrimoine du siège de l'évêque toulois. Gérard a droit d'investiture et de contrôle de la manse, en plus de la jouissance des bâtons abbatiaux. Les moines lui doivent le serment de fidélité. Gérard entreprend des voyages à Moyenmoutier et dans le val de Galilée pour contrôler l'exécution de la justice qui lui donne jouissance immédiate des deux monastères. Il emporte notamment une cloche du clocher médianimonastérien, placé sur un char tracté par douze bœufs. Le libellus, récit rédigé par un moine de Moyenmoutier, indique avec humour que la lourde cloche ne sonne jamais correctement à Toul et revient, à la fois, légère et dotée d'une voix joyeuse, lors de sa restitution à son monastère d'attache.
Thierry et sa mère Béatrix qui ont reçu l'avouerie des abbayes épiscopales oublient les services du patient évêque et multiplient les abus sur les terres épiscopales. Les seconds ont happé une grande partie du Saulnois et une fraction des marges vosgiennes du nord, en particulier l'abbaye de Senones et les environs de Rambervillers. La minoration de Gérard est d'autant plus facile que les évêques de Metz appartiennent à la proche famille ducale, celle des premiers.
Gérard parvient au terme d'un ultime procès à faire condamner Béatrix et son fils Thierry pour leurs abus vosgiens. En plus d'un statut d'avoué précaire, ils doivent laisser une dizaine de villages au voisinage de Bar, d'Ancerville et de Vaubécourt.
Les chanoinesses d'Andlau en Alsace qui gèrent la fondation d'Etival et celles de Remiremont, fortes de leur statut de plus haute noblesse d'Empire, l'excluent sans discussion de leurs biens d'abbayes. Dans leurs voisinages émancipés, naissent des entités politiques qui se réclament de semblables obédiences. Elles semblent faire front autant à la puissante maison d'Ardennes qu'à la petite influence épiscopales touloise. Pourtant, Gérard délesté de ses encombrants protecteurs autoproclamés parvient à prendre des appuis, plus facilement auprès des habitants des bans ou des modestes abbayes de Bonmoutier et de Saint-Dié qu'auprès de la puissante abbaye de Moyenmoutier rénovée par les moines de Gorze.

### Un évêque appliqué à la pastorale
Gérard, à l'image de saint Mansuy dont il a glorifié dès ses premières années l'œuvre et les reliques en érigeant sur son église sanctuaire une abbaye, a multiplié les visites pastorales, au point que la tradition orale et la légende peuvent en brosser un portrait de marcheur et cavalier inlassable, autant infatigable découvreur des ressources de son diocèse que quémandant une restauration de ses droits oubliés. Au gré de son parcours, l'évêque renomme les modestes sanctuaires ou autels ruraux des hiérophanies, imposant une interprétation de haute culture gréco-romaine orthodoxe des manifestations de foi qu'il ne comprend pas.
Les fonctions spirituelles de l'évêque justifieraient ses déplacements. L'évêque, seul héritier apostolique, porte le sacrement de confirmation et ordonne à la prêtrise. Il bénit les abbés et abbesses. Il est présent lors des fêtes religieuses des grandes abbayes de son diocèse, du moins celles qu'il contrôle ou qui le reconnaissent. C'est le cas, dominant la plaine alluviale au nord de Toul, du prieuré du mont Bar qu'il consacre en l'an 971 à l'archange Saint Michel. Il dote le prieuré placé désormais sous l'autorité de l'abbaye Saint-Mansuy d'une église rénovée, et lui donne jouissance de manses et des vignes environnantes. L'objectif est le contrôle du pèlerinage chrétien actif à cette époque. Essaie-t-il d'en détourner une partie du flux vers le sanctuaire toulois ?
La dédicace et la consécration de l'église Saint-Gœury (Goëric), à la suite de la translation des reliques homonymes à Spinalium le 21 juin 981, prouvent ses relations avec l'évêque de Metz, Thierry. Le successeur du prélat messin, son neveu Adalbéron II, établit ensuite une communauté de clercs puis des chanoinesses toujours au profit de la maison d'Ardennes.
Il bénit aussi les grands bans, divisions à l'origine de nos cantons et communes, et leurs centres de vie, autels et cimetières. La bénédiction s'accompagne souvent d'une pouvoir de (re)dénomination. L'évêque observe, reste à l'écoute des pratiques. Là où il l'estime nécessaire, il change le patronage des vieilles hiérophanies en invoquant des apôtres et saints orthodoxes. Ainsi, outre le rappel des protecteurs traditionnels, se dévoile la fascination touloise du monde gréco-byzantin : André, Barthélémy, Blaise, Catherine (Catharina), Estienne (Stephanos), Jacques (Jacobus), Jean (Johannis), Marguerite (Margarita), Michel (Michaël), Siméon (le stylite)… nom sacré précédé de sanctus ou sancto.
L'évolution ultérieure a parfois privilégié le nom consacré par l'autorité prestigieuse de l'évêque reconnu à la sainteté et fait oublier le vieux toponyme. La tradition orale lui accorde dans la montagne vosgienne les adaptations ou réapplications suivantes : Saint-Blaise à la place de Bégoncelle (hameau actuel de Moyenmoutier), Saint-Jean-d'Ormont à la place du vieux nom de la montagne d'Ormont, Saint-Léonard en remplacement d'un culte d'esprit libérateur, Saint-Michel à Bellenos montes ou Bréhimont. Sainte-Marguerite ou le faubourg Saint-Martin, de l'ancien ban Saint-Dié, Saint-Jacques du Stat sur la plateau de Corcieux peuvent avoir été dénommés par ses soins. Dans la vallée de la Meurthe, il aurait laissé aussi l'appellation de Saint-Clément et Saint-Nicolas.
L'évêque s'efforce d'affermir la foi populaire et restaure les sanctuaires anciens. Il est souvent cité pour la colline de Sion à Sion-Vaudémont où il crée un sanctuaire au dévouement de l'ermite Siméon sur sa colonne en Syrie. Un autel saint Èpvre instauré à « Norpardi ecclesia » n'a pas changé le toponyme devenu Nompatelize. L'autel saint Barthélémy n'a laissé qu'une dénomination de chapelle à Longemer construite par l'ermite Billon, mais le grand ban forestier a choisi de rappeler le vaste domaine nommé et béni par Gérard, Gérardmer.
Il assure ou vérifie la formation des clercs, défend la foi face aux hérésies ou aux paganismes résurgents. Il punit les pêcheurs.
Prédicateur, il apporte un soin à informer le bon peuple. Il impose le prêche les jours de fêtes aux prêtres des bans. Les synodes sont l'occasion de convoquer le peuple au service de la foi deux fois l'an, au printemps à la Pentecôte et à l'automne aux premiers frimas d'octobre. Les affaires du diocèse y sont débattues publiquement, les canons de doctrine et les règles de moralité rappelées. Les remontrances et sanctions pleuvent parfois jusqu'à l'excommunication. En font les frais les comtes Odelric et Richard. Ce sont des meneurs d'hommes, violents, en constante révolte contre l'évêque, ils essaient ensemble de susciter un soulèvement populaire. Odelric a déjà essayé d'agresser la troupe de l'évêque à Manoncourt en Vermois (au voisinage de l'actuelle Saint-Nicolas-de-Port). La légende montre Gérard, impassible, en oraison dans l'église encerclée, malgré le surgissement d'Odelric brandissant son épée dans le sanctuaire.
Mais Odelric excommunié se saisit de l'équipage de Gérard en voyage dans la Woëvre et le maintient captif à Manoncourt selon une autre légende. Furieux, il menace de mettre à mort le pontife et ses gens, si l'évêque ne rétablit pas son statut de bon chrétien. Sous la menace, Gérard consent à lever l'excommunication. Mais il exige ensuite la poursuite de la négociation pour ce rachat. Odelric ne respecte aucun accord, il est à nouveau excommunié. La tradition orale indique sans ambages qu'Odelric et ses hoirs, sont massacrés par les soldats du comte de Toul.

### Un administrateur exemplaire
Les visites pastorales de l'évêque ne semblent pas totalement désintéressées. Fort d'exercer ses devoirs de présence religieuse, il réclame aussi les droits accordés à ces prédécesseurs, en partie oubliés. Consultant les habitants, Gérard réclame partout les droits de marché ou de foire, parfois de justice et dîmes qui sont réservés à l'évêché, mais aussi ses parts de bénéfice d'exploitations minières (cuivre, argent, fer) ou de fromages dans les Vosges. Il sait aussi écouter les fidèles. Parfois, il se fâche selon la tradition légendaire. Se voyant interdit d'accéder aux lieux centraux de l'abbaye de Moyenmoutier, il envoie son escorte militaire pour y pénétrer. Ses compagnons arrachent au sanctuaire quelques calices et vases à pied du culte, que l'évêque se devait de consacrer, outre une nappe étendard à l'effigie d'Hydulphe et la crosse abbatiale.
Si Gérard n'est pas connu comme un véritable prélat bâtisseur dans cette période de pleine croissance démographique malgré la lèpre et des pestes endémiques, il sait défendre, protéger, nourrir ses gens. Au cours d'une épidémie de peste terrible, Gérard prend la tête d'une procession dédiée à saint Mansuy. Saint Mansuy est porté autour de la cité, mais aussi au loin jusqu'à Écrouves et l'abbaye de Bouxières-aux-Dames. Les mauvaises langues affirment que le clergé épiscopal en a profité pour s'enfuir temporairement et gagner une aire salubre. Des données hagiographiques laissent apercevoir que seize personnes de l'entourage du pontife périssent au cours de l'épidémie pesteuse, et, plus tard, trois autres des suites.
Mais traditions orales et légendes du « miracle de la farine » s'accordent pourtant sur sa capacité à remplir ses greniers. Mais n'est-il pas un actif chanoine cellerier de vocation ? Il prélève ses revenus et les dîmes avec zèle, mais ne laisse pas les pauvres mourir de faim. Il s'efforce de restaurer les rares hospitaux et hospices de son diocèse qui les accueillent. La tradition touloise lui accorde la fondation de la maison-dieu de Toul, peut-être à tort. Il serait plus correct d'affirmer qu'il renomme un ancien hospice, y nomme cinq chapelains responsables des soins et offices et lui apporte en plus des revenus importants. L'institution semble avoir un rôle central au niveau du diocèse reconnu pour sa tradition d'accueil, ses dépenses au profit des pauvres et des voyageurs infortunés sont estimés aux dixièmes des revenus de son diocèse.
Toul, malgré son léger déclin commercial, reste un actif lieu de pèlerinage. Gérard possède un pouvoir souverain : il rédige des règlements pour l'administration de la justice et le gouvernement de la cité. Avec le concours de son frère, le comte Ancelin (Azelin), il édicte des règlements de police sévères, multiplie les ordonnances de sécurité publique. Les deux frères administrent ensemble la justice la main dans la main. La mesure de saint Gérard désigne un volume de vin longtemps en usage en pays toulois car Gérard a souhaité contrôler le débit de vin.
Le chapitre cathédral est organisé librement et il semble autonome en matière de biens fonciers. Il élit en son sein cinq dignitaires : le primicier, le doyen, le chantre, le bibliothécaire, le trésorier. Nous les connaissons dans un diplôme du 15 octobre 982. Des villæ et des manses (domaines), ainsi que les dîmes des églises dévolues au chapitre assurent la collation des prébendes. Gérard veille avec bienveillance à maintenir les immunités de son chapitre et les riches prébendes de ses chanoines. Il lui fait don du village de Tranqueville (canton de Coussey) pour assurer les frais d'obsèques et les messes après sa mort.
Le monachisme requiert les compétences de l'évêque. Si l'abbaye Saint-Èvre, véritable abbaye-école sous Gauzelin, est la plus ancienne et prospère fondation bénédictine de Toul dans son faubourg sud-ouest, l'abbaye Saint-Mansuy au faubourg nord-ouest reste fragile et nécessite encore des dons, des constructions adaptées, une promotion de l'œuvre de son patron premier évêque résident de la cité. Gérard ordonne, une fois réalisés ses premiers travaux en 964, à Adson, l'écolâtre de Saint-Èvre de rédiger une vie de saint Mansuy incluant ses miracles ainsi que la vie des premiers évêques de Toul. Il y installe début 965 des moines formés à Saint-Èvre, nomme l'abbé Adam et relance le culte sur le tombeau de saint Mansuy. Il n'aura de cesse d'attribuer les droits sur les sanctuaires de pèlerinage qu'il possède à cette institution.
Gérard aide les moniales de Bouxières, petite abbaye proche aujourd'hui de Nancy. Il protège et accroît leur temporel menacé, en particulier en leur cédant les revenus de l'église de Pompey, de Dommarie-Eulmont (près de Vézelise) et le village de Boudonville à Saint-Dizier (secteur de l'actuel Nancy). Il parvient à faire confirmer leurs biens et leurs donations par l'empereur.
Il fait construire une église et un cloître qu'il dédie à saint Gengoult (Gengulfus) après avoir rapporté à Toul les reliques du martyr marital bourguignon. Il souhaite y placer des moniales qui demandaient un lieu adapté. Mais l'installation est un échec, car quelques dames mènent une vie dissolue et nullement chaste. En 986, quelques clercs y vivent sous la règle de saint Chrodegang de Metz. Il semble que la collégiale Saint-Gengoult rassemblant quatre chanoines, un doyen et un prévôt soit une institution tardive, inconnue du temps de Gérard, son prévôt prenant l'appellation de grand archidiacre et chef de la collégiale.
La dédicace de la cathédrale Saint-Étienne en 981 est un moment phare de son épiscopat. Gérard est auparavant allé chercher à Trèves l'autorisation et emprunter le clavus Domini (le Saint Clou), à moins qu'il n'ait sorti cette dernière pièce de son reliquaire, pour protéger l'édifice cathédral en construction. Outre quelques reliques glanées ça ou là, il y adjoint des fragments de caillou du martyr saint Étienne, arrachés de sa main miraculeuse au trésor messin. De l'édifice premier, il ne reste que des indices à la base du chœur et du transept de la cathédrale gothique actuelle qui en conserve le nom.

### Un collectionneur de reliques
Gérard est un collectionneur de reliques malgré les faibles moyens de son diocèse. Les reliques de martyrs, de saints suscitent son intérêt, mais aussi les objets associés ou ornementés de métaux précieux. L'anecdote hagiographique du fragment qu'il retire d'une pierre ayant servi à la lapidation de saint Étienne, évêque martyr de Metz, est révélatrice de ces convoitises. L'évêque messin lui dévoile les richesses lapidaires extraites de son trésor de reliques et refuse de lui céder cette petite pièce contre espèces sonnantes et trébuchantes. En retenant le galet pourri de force, les doigts de Gérard happent un fragment qu'on est contraint de lui abandonner. La lutte pour la pierre consacrée devient le symbole de la lutte territoriale entre les deux évêchés frontaliers.
Gérard a trouvé par miracle, rapporte son hagiographe Widricus, la chasse de saint Èvre, dérobée et perdue après les invasions hongroises. Souhaitant la remplir, il acquiert à modeste frais ou par astuce tout ou partie des ossements de la sœur de saint Èvre, sainte Aprône vénérée à Troyes auprès de l'évêque. Il fait sortir en cachette les reliques de saint Gengoult du monastère menacé de Varennes, près de Langres. Il en opère les translations solennelles à Toul.
En compagnie de Brunon, archevêque de Cologne, Bérenger, évêque de Verdun, Einold, abbé de Gorze, et Humbert, abbé de Saint-Vanne, hauts dignitaires accueillis à Toul le jour de la Pentecôte, Gérard participe à la translation solennelle des reliques de saint Firmin de Verdun vers Flavigny. Humbert profitant de la découverte inopinée en 959 à Verdun du corps de Firmin, un des premiers évêques verdunois, décide de fonder un prieuré sur les bords de la Moselle à Flavigny. Le convoi sacré emprunte la route de Diène, Bislée (près Saint-Mihiel), Pagny (sur la Meuse), Trondes, Foug avant d'arriver à Toul. Il poursuit par Dommartin, Chaligny, Ludres jusqu'à l'autel de l'église Saint-Hilaire. Flavigny n'a alors qu'un prieuré en construction.
Gérard vénère les saints locaux : il opère la translation du corps de saint Èpvre. Il effectue aussi la translation du corps du bienheureux Gauzelin à Bouxières. Pour participer à la politique centralisatrice de l'archevêque Brunon, il effectue au début de son épiscopat la translation d'une tierce partie ou plus des reliques de saint Élophe de Soulosse à Cologne. Pour le compte de la maison d'Ardennes, il opère aussi la translation de saint Goëric, défunt évêque de Metz, futur patron de l'abbaye de chanoinesses d'Epinal.

### Un piètre bilan politique à long terme
Gérard ne peut entraver ni l'émiettement ni l'accaparement princier des possessions territoriales de son évêché. Ce pontife, fervent tenant du pouvoir régalien et impérial ottonien, cherche aussi vainement à restaurer l'ensemble du pouvoir sur son diocèse. Là où il le peut, il reconnaît les bans, émanations politiques dont le pouvoir d'émancipation n'est pas encore assoupi sous le joug de la noblesse d'Empire lorraine et qui garantissent un efficace appui local.
Ses échanges avec le duc de Haute-Lorraine Frédéric se soldent à long terme par une perte et un faible gain financier à court terme. La maison d'Ardennes finissante, qui a échoué dans sa constitution d'une véritable principauté en Haute-Lorraine, le transmet au XIe siècle en bien propre à la puissante maison de Bar-Mouzon. Le chef-lieu de Bar devient le centre du comté, puis duché de Bar.
Les accords avec Achard, l'évêque de Langres, sont aussi désastreux. Les reliques de saint Gengoult, extirpées de l'abbaye de Varennes près de Langres, témoignent de la partie spirituelle et financière de l'affaire, qui s'éternise en transactions longues, pour tenter de garder la jouissance des domaines toulois enclavés dans le diocèse de Langres. Des échanges de terre sont discutés : des villages du diocèse toulois appartenant en biens propres à l'évêché de Langres sont reçus en compensation de graves préjudices par l'évêque Gérard, et dûment enregistrés à la fondation saint Gengoult. Ainsi apparaît une église du Saintois ou ecclesia siuntensis (suentensis), qui correspond à l'ancienne forteresse de Saxon-Sion. En 973, le diplôme d'Othon II confirme encore des biens toulois dans le diocèse de Langres, notamment Bouzemont, Ourches, Séjons. Une action militaire vers 990 redonne le contrôle lorrain sur l'abbaye de Varennes et sur Pauliniacus, et peut-être sur une grande partie de la Vôge.
L'abbaye de Moutier-en-Der est happée par Héribert, comte de Vitry, puis accaparé par le comte de Champagne. Il est difficile de lutter face à la violence guerrière du féodalisme français. Durant sa fin d'épiscopat, les seigneurs d'obédience française de Midrevaux (canton de Coussey) et de Pagny-sous-Mureaux (canton de Neufchâteau) se révoltent.
Le rétablissement de l'influence épiscopale dans la vallée de la Meurthe et sur les sommets vosgiens en marge de la puissante abbaye de Remiremont est éphémère et paradoxale. Le monastère des Jointures à Saint-dié, mieux contrôlé par l'évêque Gérard, s'échappe ensuite de l'emprise touloise. La belle abbaye de Moyenmoutier, contrôlée avec réticence, obtempère à Toul après l'an mil. Participant au dépeçage des abbayes royales caduques, Gérard ne souhaite pas la déchéance de ces institutions, mais souhaite leur réhabilitation monastique pour qu'elles chapeautent les bans dans un cadre exemplaire d'administration épiscopale et impériale. Les abbayes et chapitres des terres vosgiennes, tels qu'ils nous sont parvenus à l'époque moderne, sont des reliquats de cette politique de prestige, parfois menée indépendamment de l'évêque comme à Etival ou Remiremont.
L'effondrement partiel de la politique vosgienne s'explique par l'impact politique sur les bans du clan souabe ou alsacien, il est vrai, en opposition à l'hégémonie spoliatrice de la maison d'Ardennes. L'influence impériale est déterminante durant l'épiscopat de Gérard. Ce dernier a été forcé de jouer un rôle dangereux d'arbitre car le pouvoir impérial s'est éloigné à Rome. Si un conservatisme épais s'installe en Lotharingie, les tensions entre opposants de puissantes lignées de noblesse s'aiguisent avec le temps, les successeurs othonides privilégient de plus en plus le clan souabe auquel doit se plier Gérard et ses successeurs qui sont choisis dans ce camp. La première alliance déjà mauvaise pour limiter l'emprise de la maison d'Ardennes et assurer l'indépendance touloise s'effondre. Avec avidité, la maison d'Ardennes, acteur prototype du jeu de la noblesse d'Empire, s'efforce de saisir les terres et les biens, gains et avantages obtenus ensemble. Mais ces rivaux l'emportent bientôt.

### Un épiscopat à un apogée culturel méconnu
L'héritage culturel de Gauzelin est incontestable. Sa réforme touche l'éducation et la vie monastique entre 934 et 936. Archambaut, du monastère de Fleury-sur-Loire, est appelé pour diriger l'abbaye-école de Saint-Èvre. Adson de Luxeuil, clerc poète et auteur de traités savants, appelé plus tard à Toul, avait rédigé son livre sur l'Antéchrist, ouvrage dédié à la digne reine Gerberge. Gérard demande en 965 à l'écolâtre Adson une vita du premier prélat de Toul connu, saint Mansuy. Adson livre bien plus que l'hagiographie demandée, un récit religieux complet décrivant les premiers évêques toulois, ainsi que les premiers martyrs lorrains.
Le chant grégorien demeure ici à son apogée. Graduels et traités sur la musique sont l'objet d'attention. La réforme monastique de Gorze, emblématique de la Lorraine, est fille de cet essor culturel qui fait fi des distinctions d'origine. Toul est une des rares cités où le christianisme byzantin est encore compris dans sa subtilité linguistique par une minorité de clercs.
Dans le fil de cette tradition d'accueil des lettrés et artistes, Gérard accorde l'hospitalité aux moines gyrovagues, originaires du monde grec d'Italie du Sud ou qu'ils soient plus tard qualifiés d'irlandais. Les fables, les récits allégoriques, le théâtres nourrissent une riche culture profane, renforcée par les contes et les traditions orales qui empruntent aussi à ce fonds commun. Plus tard, l'Ecbasis cujusdam captivi devient le précurseur du roman de Renart.
Quels ouvrages contient la librairie gérée par Grimbald, le bibliothécaire du chapitre en 982 ? Nous ne le savons pas, à part la Bible et les psautiers qu'on psalmodie dans les petites écoles. Un grand nombre de papiers gréco-romains porte sans doute sur les écrits des Pères de l'Église, à commencer par saint Ambroise et saint Augustin, mais il ne faut oublier l'art de la rhétorique (Cicéron), la philosophie (catégories d'Aristote) et la poésie (Virgile).
Un premier théâtre religieux des mystères, c'est-à-dire lié au ministerium (office, services divins) semble être né pour illustrer certains office toulois, transformant quelques clercs en acteurs parmi la foule des fidèles. Cette pratique se déroule dans la nef avec les fidèles, constituant des intermèdes du culte observé à travers le jubé. Le répertoire explore les sources chrétiennes :
- vétéro-testamentaire : la Création, le Déluge, Abraham et le rejet des idoles, Samson et Dalila, Job et Tobie (la Résignation), Daniel (la Sagesse), Judth et Esther (le dévouement au peuple)…
- néo-testamentaires : la Fuite en Égypte, la Naissance, les Bergers, les Rois Mages, l'Enfance, la recherche du Christ, la Passion.
- La vie des saints, en particulier les saints toulois (Èvre, Mansuy) et des environs (saints céphalophores lorrains, évangélisateurs…)

Cette pratique de spectacle participatif semble avoir été bannie de l'Église au début du XIe siècle, chassée autant par les excès du spectacle que par le rigorisme autoritaire influencé par l'ordre bénédictin de Cluny, qui condamne au gémonies familiarités, attouchements ou autres côtoiements avec le vulgum pecum.

## La mort de l'évêque
Fidèle à sa tâche, Gérard l'accomplit jusqu'à l'ultime affaiblissement au terme d'un épiscopat de trente-et-une années. Ces hagiographes insistent sur son ascèse exemplaire et sa sainte simplicité. Ce prélat émotif, capable de pleurer en public pour une injustice, aurait vécu une vie de prières et de dévouement monastique. Il passait treize heures par jour en prières, lisait le psautier complet en une année, sans oublier l'Écriture sainte. Il rédigeait des sermons d'une ardente charité. Il serait ainsi mort épuisé par les veilles.
Son décès survient le 9 des calendes de mai, pendant les matines, soit le 22 avril 994 à une ou deux heures du matin. Le pontife, qui a depuis quelque temps une santé défaillante, éprouve un malaise près de l'autel Saint-Blaise au début de la cérémonie religieuse, une vive douleur à la tête le contraint à céder la direction de la messe.
Il existe une autre tradition qui relie sa disparition aux quelques invocations d'intercession thaumaturge. Affaibli depuis plusieurs mois, Gérard aurait montré des signes d'attaques cérébrales en montrant des comportements erratiques et des chutes inopinées. Puis une crise plus forte le laisse à moitié aveugle et hémiplégique. Le paralysé poursuit son sacerdoce. Immobilisé, recroquevillé et contracté sur son trône épiscopal, l'évêque aveugle y agonise tel un supplicié du devoir divin.

## La reconnaissance de Brunon de Dabo et sa canonisation touloise
Bruno de Dagsbourg, de la maison de Dabo-Eguisheim en Alsace, avait été promis par sa mère dès l'âge de cinq ans au monastère de Saint-Èpvre. Oblat, chanoine de l'église de Toul, le jeune homme cousin de l'Empereur régnant, est élu évêque en 1026.
Bruno appartient en un sens à un autre monde politico-religieux au-delà du conservatisme administratif et territorial. Le jeune Lorrain, rejeton d'une grande lignée alsacienne, est un héritier du camp souabe qui a combattu en Haute-Lotharingie la maison d'Ardennes. Rappelons que Gérard par fidélité à la maison othonienne régnante est un allié, certes pacifique et souvent contraint, de cette maison. Le jeune Bruno a connu Toul après une période de déclin sensible de la vie culturelle et monastique. Les élites religieuses ont changé, l'abbaye Saint-Mansuy ne semble plus en activité après la disparition de Gérard. L'évêque Berthold a attiré Guillaume de Volpiano, clunisien de stricte observance. Ce courant austère accapare les hautes charges, bien plus qu'il ne change la vie monastique bénédictine. Ainsi Werri, disciple du moine Guillaume, parviendra à cumuler les fonctions d'abbé de Saint-Èpvre, de Saint-Mansuy et de Moyenmoutier.
Bruno a été retenu à Toul par la grave menace de la féodalité française qui a fait irruption en Champagne et menace les terres du souverain de Germanie. Les prétentions du comte de Champagne se calment avec la paix tacite de 1033, mais les derniers et terribles raids de 1032 ont ravagé le cœur de l'évêché, et la cité touloise. Bruno a reçu l'appui des plus hautes autorités de l'Empire pour assurer cette marche militaire, à commencer par l'empereur Conrad II, son épouse Gisèle de Souabe, Mathilde, veuve de Frédéric II, le comte Liutfrid et Eudes II. L'abbaye de Saint-Èvre est reconstruite entre 1033 et 1048, alors que le pagus panse ses plaies.
Il admire portant les actions et l'œuvre de son glorieux prédécesseur Gérard et commande à l'abbé Werri, ou Widric, de saint Èpvre une hagiographie sans doute après 1035.
C'est au cours d'un voyage pontifical que Brunon, devenu pape en 1049 sous le nom de Léon IX, vient à Toul pour la translation des reliques de l'évêque Gérard. La nuit du 20 octobre 1051, l'office commence selon le rite toulois, avec l'ouverture du sépulcre : 
« on leva la pierre sépulcrale et le corps de Saint Gérard apparut en vêtements pontificaux, les cheveux blancs, les yeux clos, comme endormi dans l'attente de la résurrection »
C'est après trois jours de cérémonies que le corps du saint est placé dans une châsse en argent, sur un autel au croisillon nord du transept. Tout ceci représentant l'équivalent d'un authentique rituel de canonisation. Un mausolée est édifié par le chanoine Ferri de Void dans le chœur de l'église-cathédrale de Toul. Il est rasé et effacé au XVIIIe siècle. Au XIXe siècle, l'archiprêtre Mansuy et l'abbé Modeste Demange y place une dalle de marbre noir, rappelant le tombeau de saint Gérard. Il faut signaler que cette tombe épiscopale est exceptionnelle, puisque les autres évêques sont, en règle générale, inhumés dans la crypte Saint-Èvre.

## Une vénération tardive et inégale
Autant la popularité du personnage vivant semble avoir été grande selon la tradition orale, autant le culte de saint Gérard est long à éclore. Le chapitre de Toul édite en vain plusieurs fausses bulles, imitant le texte de l'original. Les chanoines toulois incitent à sa mise à l'ordo plusieurs fois, n'y parvenant que tardivement.
Gérard dans la tradition orale est un prélat voyageur, un homme d'autorité et de bienveillance qui va à la rencontre des fidèles. Son pouvoir thaumaturge envers les aveugles et les paralytiques a toujours été en grande partie méconnu, comme si les conditions de sa mort avaient été soustraites à divulgation et que son successeur ait souhaité effacé son image efficace. La Saint-Georges, soit le 23 avril dans l'ancien calendrier, est le jour de sa mort. La fête agraire efface probablement la célébrité du prélat.
Pourtant le pontife Gérard devient peut-être dès le XIIIe siècle l'évêque de Toul le plus célèbre et de loin le plus populaire. La Saint-Gérard est la fête solennelle touloise. Un fauteuil de pierre, peut-être vestige d'une chaise curule, qui se nomme la chaire de saint Gérard est le lieu d'intronisation des évêques. Le siège épiscopal de Toul se nomme simplement siège (de) saint Gérard.
Les cédules des évêques mentionnent au XVe siècle : « Sanctissimus Gerardus vir gratia Dei plenus lux patriæ » (Très saint évêque Gérard, homme rempli de la grâce de Dieu, lumière de la patrie).

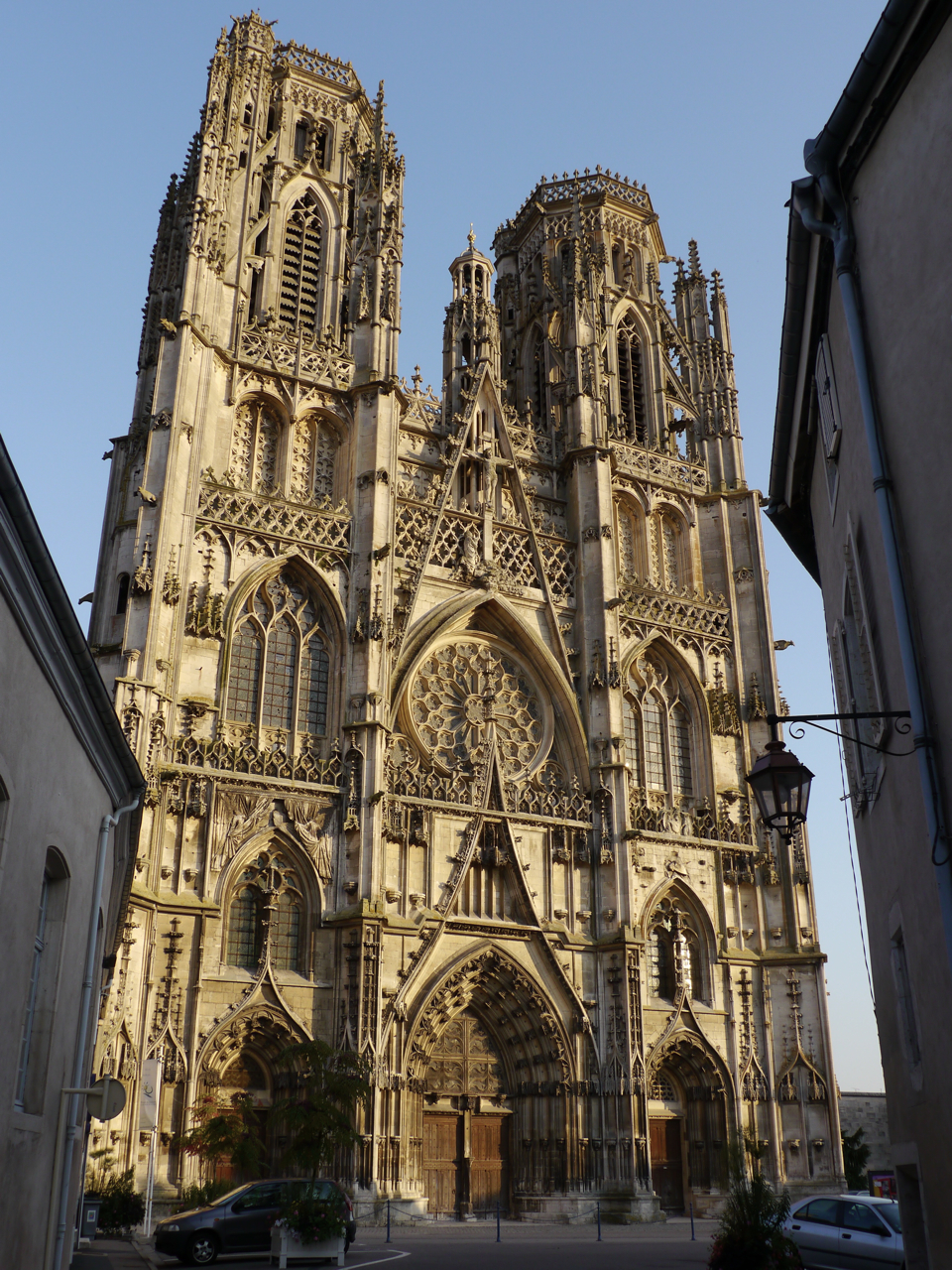
La cathédrale de Toul, bâtie sur l'emplacement de la cathédrale primitive érigée par saint Gérard.

L'autel-mausolée de Saint-Gérard dans la cathédrale de Toul disparaît à la fin du XVIIIe siècle. La chapelle Saint-Gérard du transept de droite avait été transformée en autel du Sacré-Cœur après 1763.
Si la cathédrale touloise conserve le chef dans une châsse ainsi qu'un os du bras et divers petits morceaux, l'essentiel des reliques de saint Gérard rejoint soit l'église Saint-Gengoult, soit Nancy. Le premier sanctuaire toulois comporte 17 à 18 ossements recensés en 1880, soit plusieurs côtes, deux calcaneums, une rotule, un radius, un tibia, un fémur, un ileum, une vertèbre, un humerus, une clavicule. La cathédrale de Nancy possède un péroné, un fragment d'humerus, une partie de côte, un fragment de cervicale. L'église Saint-Sébastien a obtenu un humerus. Diverses autres églises nancéiennes se partagent de menues reliques de saint Gérard.
Mais le patronage de six églises, qui lui ont été accordées souvent tardivement, perdure. Il s'agit de celles de :
- Flainval ;
- Gérardmer (autel du ban dès le XIe siècle), mais encore au début de l'époque moderne simple annexe de Corcieux ;
- Roye ou Praye (canton de Vézelise), au XVIIIe siècle ;
- Saint-Gengoult (ancienne collégiale touloise) ;
- Sommerécourt (village du canton de Bourmont, Haute-Marne actuelle) peut-être dès le XIVe siècle ;
- Sommervillers (village au nord de Lunéville) au XVIIIe siècle.

La côte de saint Gérard (ainsi que l'os du coude de saint Amon) est attribuée à la paroisse de Corcieux par le chapitre de l'église-cathédrale de Toul le mercredi 14 septembre 1718. Le curé-doyen de Corcieux, Adrien Doyette, a apporté les reliques touloises dans sa paroisse, organisant une réception en grande fête le 23 avril 1719. Mais la côte de saint Gérard est réclamée par les paroissiens gérômois dès leur autonomie, arguant que saint Gérard de Toul est un patron conjoint à saint Barthélémy. La querelle semble s'éterniser. Le partage de ladite côte entre les églises de Corcieux et celle de la ville de Gérardmer est enfin autorisé le 6 avril 1932 par Monseigneur Marmottin, évêque de Saint-Dié. Un petit reliquaire-chapelle est créé pour accueillir la sainte côte de Gérard. Mais reliquaire et relique sont brûlés et perdus lors de la destruction de l'église, le 22 juin 1940. Après 1945, les fidèles paroissiens de la ville de Gérardmer en reconstruction adressent moult suppliques aux évêques de Saint-Dié et Toul pour obtenir un autre morceau protecteur des restes de Gérard, encore disponibles. Monseigneur Lallin, évêque de Toul, compense la perte du temps de la guerre en autorisant le transfert d'une rotule de saint Gérard du 5 au 6 juillet 1951. D'importantes fêtes commémorent la venue consacrée de la relique protectrice dans la ville touristique.
Quelques reliques mineures ont été ainsi disséminées dans d'autres paroisses, par exemple Saint-Nicolas-de-Port, Sion, Bosserville, Corcieux… 
La cathédrale de Toul conserve son chef.

## Iconographie
Elle est très réduite en dehors de la cathédrale de Toul où on trouve une peinture à fresque découverte en 1892 derrière les boiseries de la cathédrale. Elle date du XVe siècle et représente l'évêque debout, avec à ses pieds trois pèlerins, guéris en présence du pape. Un tableau de 1625, situé au milieu du décor du chœur de la cathédrale, le représente.
Saint Gérard figure sur la fenêtre du transept nord de la cathédrale de Toul mais aussi sur un vitrail plus moderne du transept nord de l'église de Gérardmer.

## Une présentation hagiographique simplifiée et actuelle
Humble cellérier du chapitre de Saint-Pierre de Cologne, Gérard est nommé évêque de Toul (aujourd'hui en Lorraine) en 963, pour sa sainteté plus que pour ses dispositions à gouverner un diocèse. Le nouvel évêque ne tarde pas à étonner. Il fait ériger une nouvelle cathédrale, fonde des monastères, des écoles, et opère de nombreux miracles si l'on en croit son biographe, l'abbé de Saint-Èpvre de Toul. Mort en 994, Gérard est canonisé en 1051 par Léon IX, l'un de ses successeurs à Toul avant de coiffer la tiare.
L'apparition de la Vierge Marie à Sion à saint Gérard, évêque de Toul, est rapportée dans les hagiographies modernes.
D'une grande foi, il priait de longues heures, avait une profonde piété et multipliait les offices dans sa ville et dans tout son diocèse. Ne négligeant pas le service de ses fidèles, il recevait les pauvres à sa table, leur ouvrait ses greniers en cas de disette, et règlementait la justice dans son diocèse dans un profond esprit chrétien.
Non loin de la cathédrale de Toul, il fonda un hospice hébergeant les malades nécessiteux, intitulé Maison-Dieu, ainsi qu'un centre d'accueil au profit des étrangers qui quittaient leurs lointains pays pour fuir la misère. Soucieux de tous, il le visitait régulièrement, et priait avec eux.
L'évêque Gérard continua aussi l'œuvre entamée par son prédécesseur, luttant contre le paganisme qui était encore bien vivace dans les campagnes, et en favorisant l'établissement de monastères.
Voulant doter sa ville d'une cathédrale qui serait le témoin de la vie spirituelle, il entreprit la construction d'un vaste édifice qui le laisse encore deviner dans la cathédrale actuelle, du XIIIe siècle. Il ne put ériger que le chœur et le transept et la consacra en 981.
Gérard remit en vigueur le culte de plusieurs saints locaux, saint Élophe, saint Mansuy, saint Èpvre, en prônant le culte de leurs reliques, et en bâtissant oratoires et chapelles.
De nombreux miracles lui ont aussi été attribués.
Épuisé par ses multiples charges, il s'effondra un jour lors de l'office des matines et fut ramené à l'évêché. Souffrant beaucoup, il s'écria :
« Puisque mon corps doit servir de pierre dans l'édifice de la Jérusalem céleste, il faut bien tailler cette pierre et la polir par la souffrance ».
Il s'éteignit le 23 avril 994 après 31 ans d'épiscopat.